# Lawrence Halprin

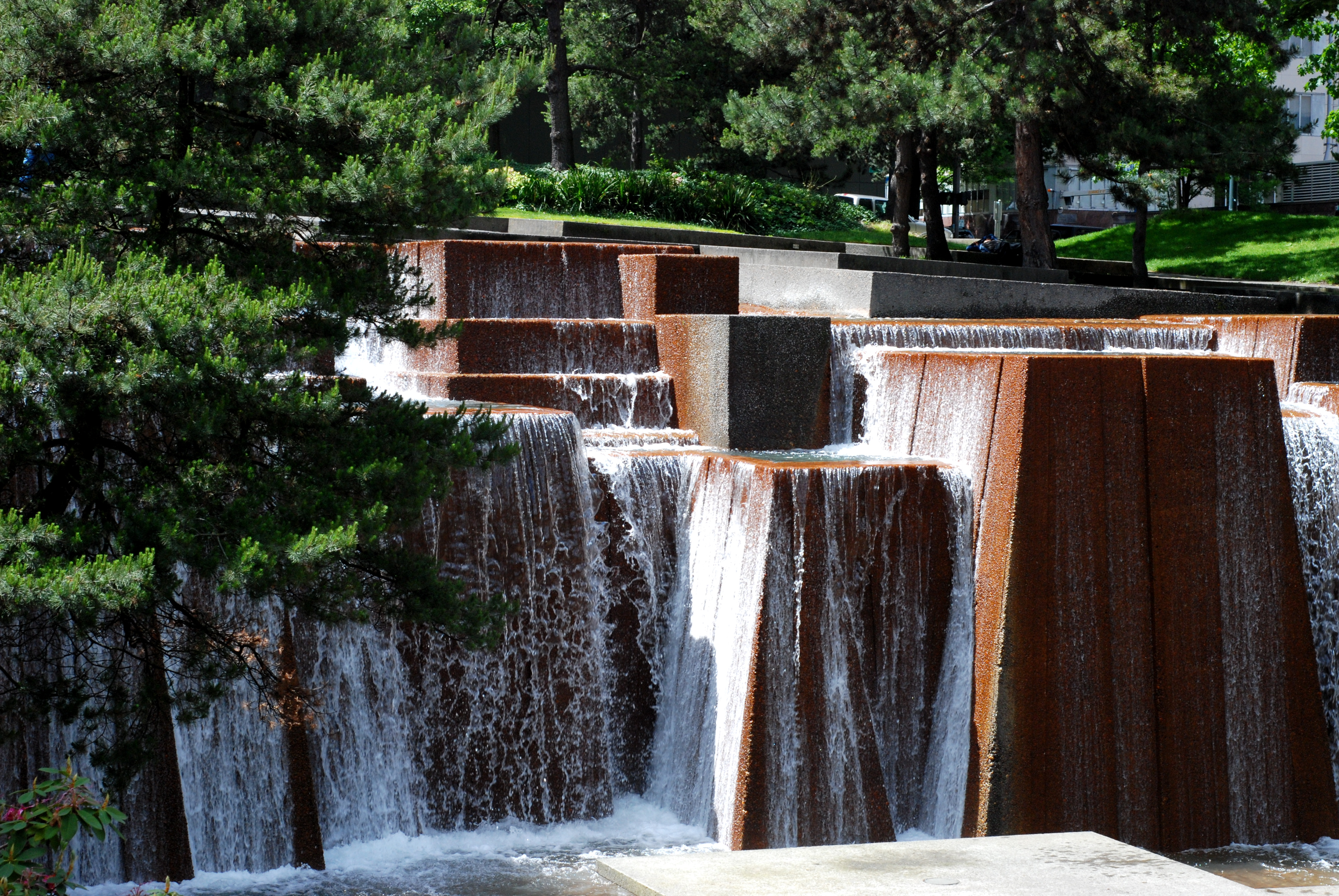
Fuente Ira Keller, Portland, Oregón

Lawrence Halprin (1 de julio de 1916 – 25 de octubre de 2009) fue un  arquitecto paisajista, diseñador y profesor estadounidense.

## Etapa de formación

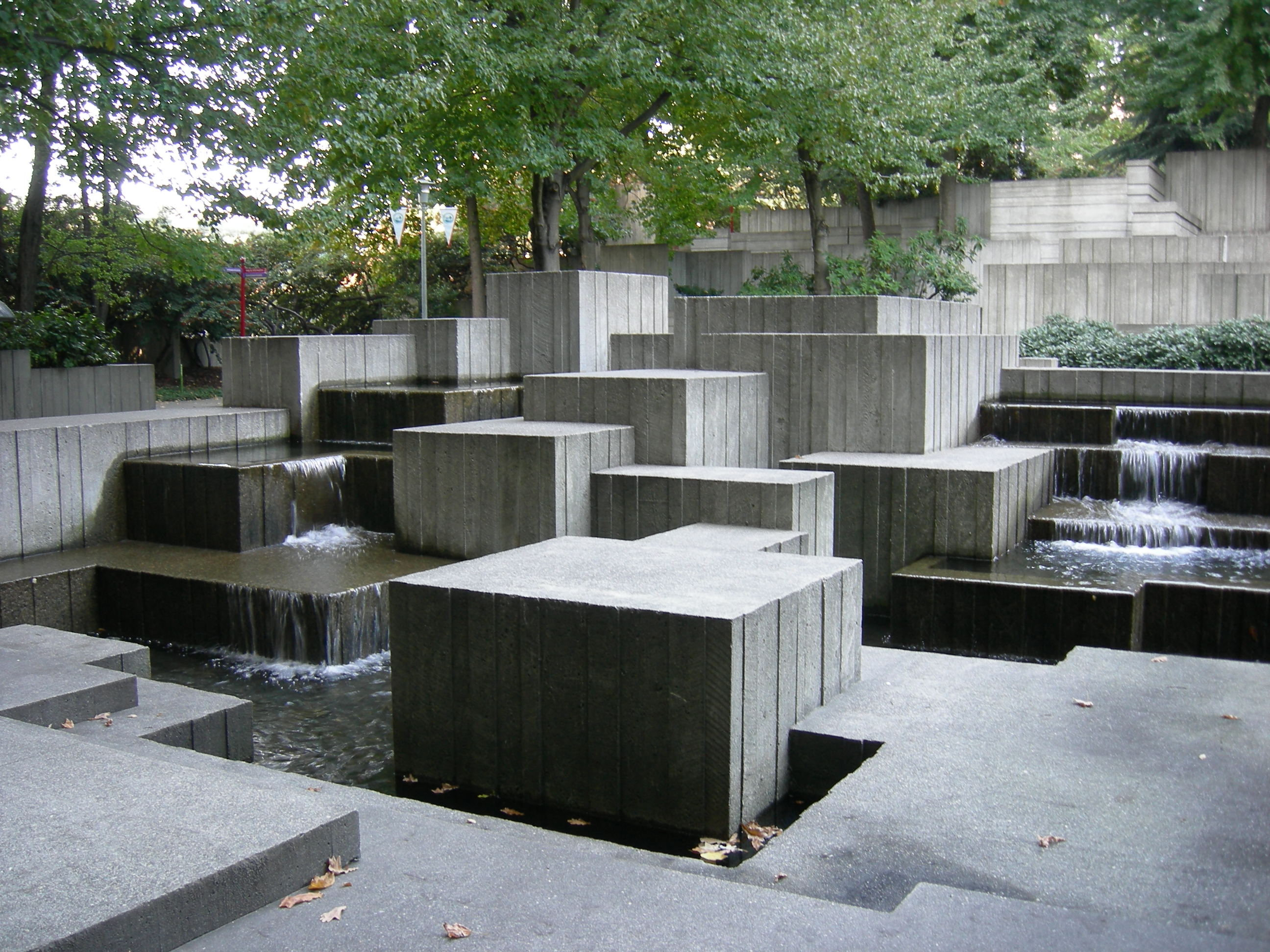
Freeway Park, Seattle

Halprin creció en Brooklyn, Nueva York; y como colegial, se ganó la aclamación jugando al béisbol. Siendo judío, pasó tres de sus años de adolescencia en Israel en un kibutz cerca de lo que hoy es la ciudad portuaria israelí de Haifa.
Obtuvo un B.A. en la Universidad de Cornell; y se le otorgó una maestría en la Universidad de Wisconsin. Luego obtuvo una segunda maestría de la Harvard Graduate School of Design, donde sus profesores incluyeron a los arquitectos Walter Gropius y Marcel Breuer. Sus compañeros de clase de Harvard incluyeron a Philip Johnson y I. M. Pei. Una visita a Taliesin, el estudio de Frank Lloyd Wright en Wisconsin, había despertado el interés inicial de Halprin en ser diseñador y su entrenamiento formal comenzó en clases con Christopher Tunnard.
En 1944, Halprin fue comisionado en la Armada de los Estados Unidos como teniente (grado júnior). Fue asignado al destructor USS Morris en el Pacífico, que fue golpeado por un ataque kamikaze. Después de sobrevivir a la destrucción del Morris, Halprin fue enviado a San Francisco de permiso. Fue allí donde se quedaría después de su desmovilización.

## Carrera

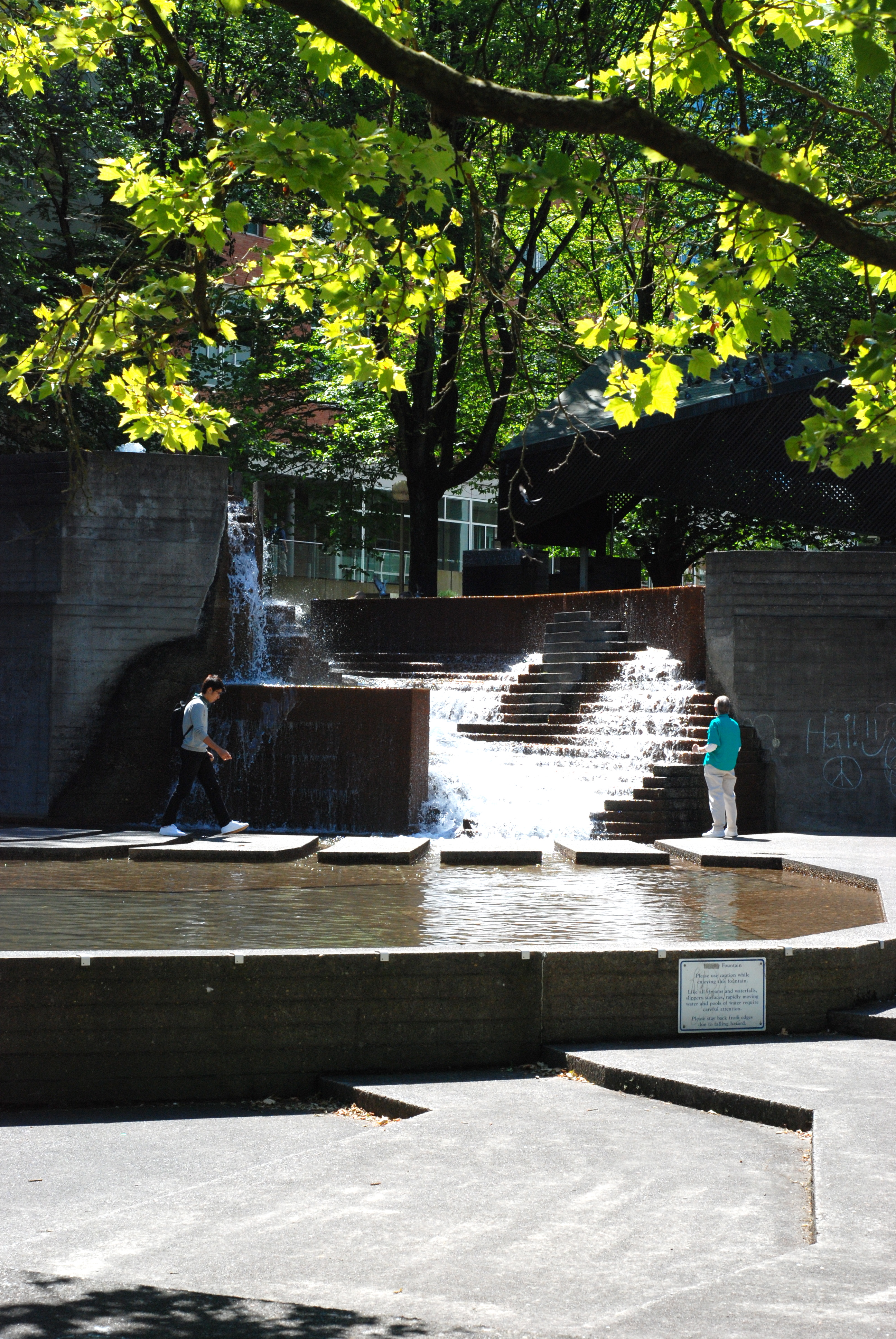
Lovejoy Fountain Park, Portland, Oregon

Después de ser dado de baja del servicio militar, se unió a la firma del arquitecto paisajista de San Francisco, Thomas Dolliver Church. Los proyectos en los que trabajó en este período incluyeron el Jardín Dewey Donnell (El Novillero) en el Condado de Sonoma.
Halprin abrió su propia oficina en 1949, convirtiéndose en uno de los herederos y competidores profesionales de Church. A comienzos su carrera en el Área de la Bahía de San Francisco, California, Halprin colaboró a menudo con un círculo local de arquitectos modernos en proyectos relativamente modestos. Estos incluyen a William Wurster, Joseph Esherick, Vernon DeMars, Mario J. Ciampi y otros asociados con la UC Berkeley. La esposa de Halprin, la exitosa bailarina de vanguardia Anna Halprin, es una colaboradora de antiguo, con quien exploró las áreas comunes entre la coreografía y la forma en que los usuarios se mueven a través de un espacio público. Fue el cocreador con Anna Halprin, de "RSVP Cycles", una metodología creativa que se puede aplicar ampliamente en todas las disciplinas.
Acumulando gradualmente una reputación regional en el noroeste, Halprin llegó a la atención nacional con su trabajo en la Feria Mundial de Seattle de 1962, el proyecto de reutilización adaptativa de la Plaza Ghirardelli en San Francisco y el centro comercial Nicollet Mall en Mineápolis. La carrera de Halprin demostró ser influyente para toda una generación en sus soluciones de diseño específicas, su énfasis en la experiencia del usuario para desarrollar esas soluciones y su proceso de diseño colaborativo.
El trabajo de Halprin está marcado por su atención a la escala humana, la experiencia del usuario y el impacto social de sus diseños, en la tradición igualitaria de Frederick Law Olmsted. Halprin fue la fuerza creativa detrás de las fuentes cívicas interactivas más comunes en la década de 1970, un servicio que continúa contribuyendo en gran medida a la experiencia social de los peatones en Portland, Oregon, donde la "Fuente de Ira Keller" es amada y bien utilizada, y la Plaza de las Naciones Unidas en San Francisco. El Heritage Park Plaza en Fort Worth, Texas, diseñado por Halprin y construido en 1980, fue incluido en el Registro Nacional de Lugares Históricos como su sitio destacado de la semana, el 21 de mayo de 2010.
A principios del siglo XXI, muchas de las obras de Halprin se habían convertido en fuente de controversia. Algunas habían sido víctimas de negligencia, y se encontraban en mal estado. Los críticos argumentan que sus piezas están anticuadas y ya no reflejan la dirección que quieren tomar sus ciudades. Las restricciones presupuestarias y la necesidad de "revitalizar" amenazaron algunos de sus proyectos. En respuesta, se establecieron bases para mejorar la atención de algunos de los sitios y tratar de preservarlos en su estado original.
El punto de vista y la práctica de Halprin se resumen en su definición del movimiento moderno:
   "Para ser entendido correctamente, el movimiento moderno no es solo una cuestión de espacio cubista sino de una apreciación total del diseño ambiental como un enfoque holístico de la creación de espacios para que las personas vivan ... El estilo moderno, tal como lo defino y lo practico, incluye y se basa en las necesidades vitales arquetípicas del ser humano como individuo y como grupos sociales".
En su mejor trabajo, interpretó la arquitectura del paisaje como narrativa.

## Proyectos

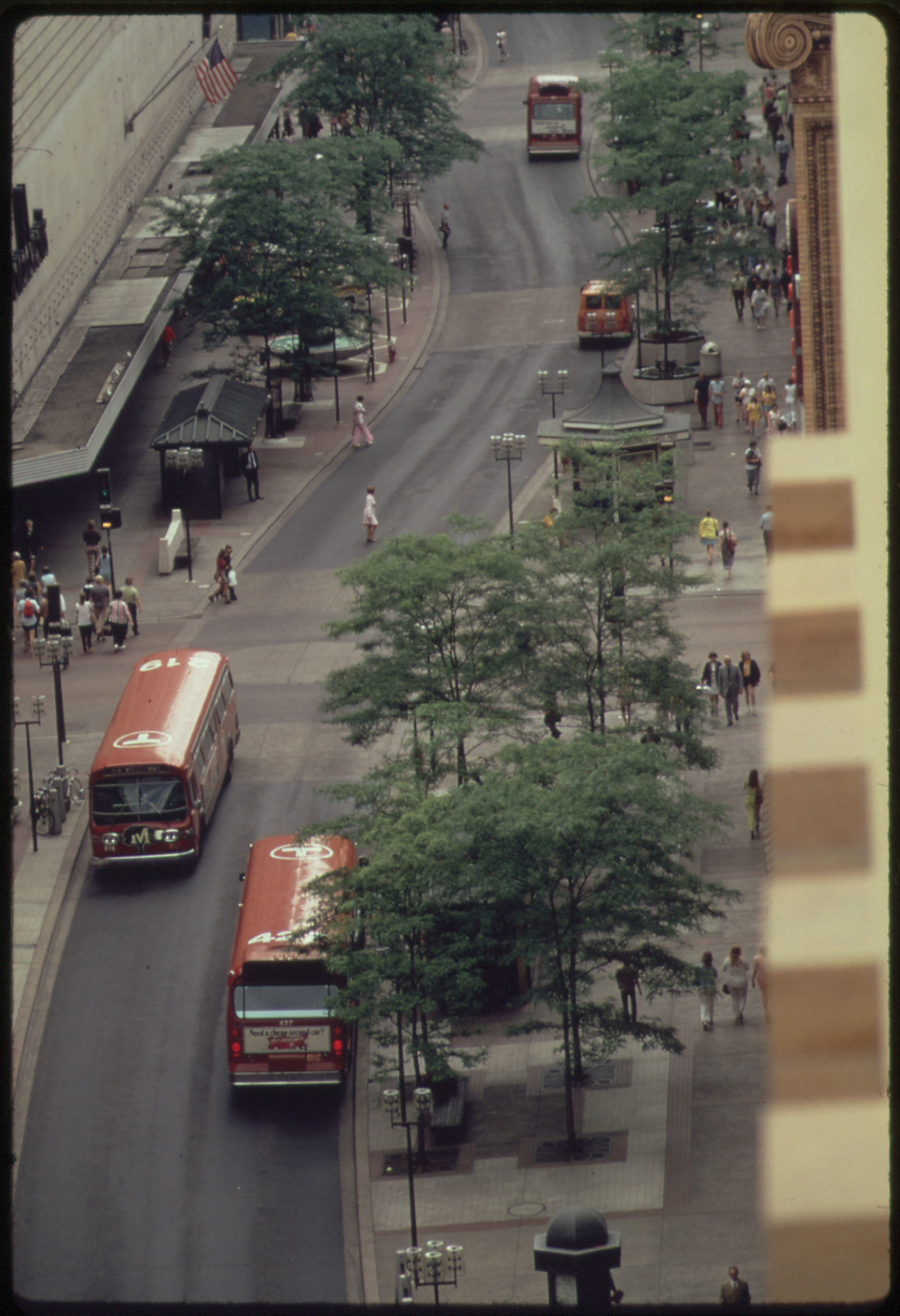
Serpentine transitway, Nicollet Mall, Mineápolis

La gama de proyectos de Halprin demuestra su visión del jardín o el espacio abierto como escenario. Halprin reconoció que "el jardín en su vecindario inmediato, preferiblemente en su propia puerta, es el jardín más significativo"; y como parte de un todo continuo, valoró "las áreas silvestres donde podemos estar verdaderamente solos con nosotros mismos y donde la naturaleza puede ser percibida como la fuente primordial de la vida". La interacción de perspectivas informaba proyectos que abarcaban parques urbanos, plazas , centros comerciales y culturales y otros lugares de congregación:

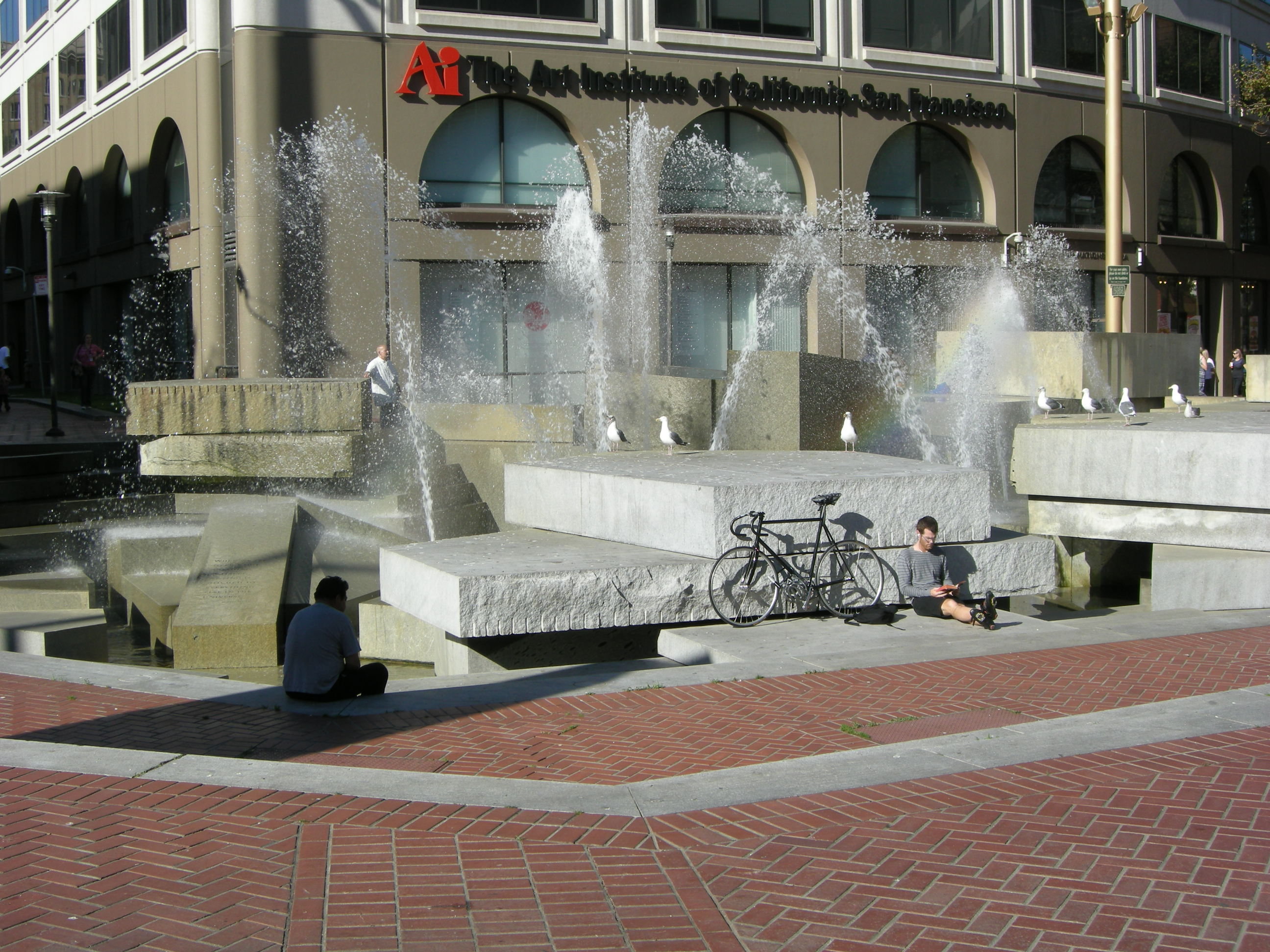
United Nations Plaza, Civic Center, San Francisco

- Paisaje de la casa de Ferris, Spokane, Washington, 1955
- Washington Water Power (ahora Avista Corporation) campus, Spokane, Washington, 1959
- Plan maestro de paisajismo para la Feria Mundial de Seattle de 1962, Seattle, 1958–1962
- Plan de paisaje para el Memorial de la costa oeste del fin de la Segunda Guerra Mundial, Presidio de San Francisco, 1960
- Sproul Plaza, Universidad de California, Berkeley, 1962[11]
- Ghirardelli Square en San Francisco, California, un modelo temprano para la reutilización adaptativa de edificios históricos,[12] 1962–1965
- Proyecto cooperativo de viviendas en la plaza San Francisco,[13] San Francisco, diseño basado en un plan del sitio orientado a peatones, con edificios de apartamentos de tres pisos que dan a tres patios interiores ajardinados, 1964
- Plan maestro del paisaje para Sea Ranch, California, una colaboración comunitaria planificada de importancia histórica con el desarrollador Al Boeke y los arquitectos Joseph Esherick, Charles Willard Moore y otros,[14][15] 1964
- Planificación maestra para secciones del sistema Bay Area Rapid Transit, San Francisco, 1964–1966
- Trabajos de paisajismo en Oakbrook Center en Oak Brook, Illinois, diseño de jardines exteriores y una fuente de "cabeza de caballo" para Northwest Plaza en San Luis, Misuri, entre muchas otras plazas comerciales suburbanas de la posguerra, 1966–1968
- Nicollet Mall, Minneapolis, una de las primeras vías de tránsito de la nación, 1968
- Parque Plaza Central, Springfield, Misuri, 1970
- Fuente Ira Keller (Fuente de Ira), con Lovejoy Fountain Park, parte de una secuencia de bloques múltiples de fuentes públicas y salas al aire libre en Portland, Oregón,[12] 1971
- Transit Mall en el centro de Portland, Oregon,[12] 1971
- Jardín del agua, Olympia, Washington, 1972[16]
- Skyline Park en Denver, Colorado, inspirado en el Monumento Nacional de Colorado, 1974
- Plaza de las Naciones Unidas en San Francisco, California, 1975
- Jardín de esculturas en el Museo de Bellas Artes de Virginia, Richmond, Virginia, 1975, destruido
- Manhattan Square Park en Rochester, Nueva York, parque urbano de 20.000 m² con cascadas, área de juegos y pista de patinaje, 1975
- Riverbank Park, Flint, Míchigan, 1975
- Freeway Park en Seattle, Washington, una reclamación innovadora del derecho de paso interestatal para el espacio del parque, 1976
- Fuente de agua de Plaza 8, 8th Street (adyacente a la Biblioteca Pública de Mead), Sheboygan, Wisconsin, 1976
- Downtown Mall en Charlottesville, VA, 8-9 zona peatonal a lo largo de la histórica calle principal de la ciudad, 1976
- Heritage Park Plaza, centro de Fort Worth, Texas, 1980
- Grand Hope Park, Los Ángeles, CA, 1994
- Franklin Delano Roosevelt Memorial en Washington D. C.,[12] 1997
- Centro de artes digitales Letterman, San Francisco, California,[14] 2005
- Cataratas de Yosemite: enfoque del sendero (y trabajo en piedra asociado) a Lower Yosemite Fall, con vistas de Upper Yosemite Fall, en el parque nacional de Yosemite, dedicado a 2005 [15]
- Anfiteatro de Stern Grove, San Francisco, California, 2005
- Levi Plaza en San Francisco, California
- Cascade Plaza en Akron, Ohio
- Main Street Streetscape en Greenville, Carolina del Sur
- Innerbelt Freeway en Akron, Ohio

## Premios
- 1964 AIA Medal for Allied professionals
- 1969 Elected fellow in the American Society of Landscape Architects
- 1970 Elected honorary fellow of the Institute of Interior Design
- 1976 American Society of Landscape Architects Medal
- 1979 Thomas Jefferson Foundation Medal in Architecture
- 1979 Gold Medal for Distinguished Achievement awarded by the AIA
- 1987 Elected into the National Academy of Design
- 2002 National Medal of Arts
- 2002 Friedrich Ludwig von Sckell Golden Ring
- 2003 ASLA Design Medal
- 2005 Michaelangelo Award

## Publicaciones
- A Life Spent Changing Places (2011) ISBN 978-0-8122-4263-8978-0-8122-4263-8
- The Sea Ranch: Diary of an Idea (2003) ISBN 1-888931-23-X1-888931-23-X
- The FDR Memorial: Designed by Lawrence Halprin (1998) ISBN 1-888931-11-61-888931-11-6
- The Franklin Delano Roosevelt Memorial (1997) ISBN 0-8118-1706-70-8118-1706-7
- "Design as a Value System", Places: Vol. 6: No. 1 (1989)
- Lawrence Halprin: Changing Places (1986) ISBN 0-918471-06-00-918471-06-0
- Ecology of Form (audio book) (1982) ISBN 1-85035-074-41-85035-074-4
- Sketchbooks of Lawrence Halprin (1981) ISBN 4-89331-701-64-89331-701-6
- Lawrence Halprin (Process Architecture) (1978)
- Taking Part: A Workshop Approach to Collective Creativity (with Jim Burns) (1974) ISBN 0-262-58028-40-262-58028-4
- Lawrence Halprin: Notebooks 1959–1971 (1972) ISBN 0-262-08051-60-262-08051-6
- The RSVP cycles; creative processes in the human environment. (1970, c1969) ISBN 0-8076-0557-30-8076-0557-3
- Freeways (1966)
- “Motation.” Progressive Architecture Vol. 46 (July 1965): ppg. 126-133
- Cities (1963)